# Вартумян, Гарник Барсегович
Гарник Барсегович Вартумян (Вардумян) (5 января 1920(1921)—17 октября 1992) — советский офицер, участник Великой Отечественной войны, Герой Советского Союза командир 3-й батареи 459-го Новоград-Волынского миномётного полка 25-го танкового корпуса 3-й гвардейской армии 1-го Украинского фронта

## Биография

### Довоенный период
Родился в селе Шагали Лорийской нейтральной зоны. Первой армянской республики в семье крестьянина. Окончив с отличием школу поступает в Ереванский политехнический институт, окончить который не смог из-за начавшейся войны. В августе 1941 года в связи с всеобщей мобилизацией Вартумян, только закончивший третий курс, призывается в ряды Красной армии и направляется в пехотное училище в грузинском городе Телави. Через год обучения был выпущен в звании младшего лейтенанта и направлен для прохождения дальнейшей воинской службы на советско-турецкую границу, там через год службы он получил звание лейтенанта и был назначен на должность командира миномётной батареи.

### На фронтах Великой Отечественной войны
В июле 1943 года лейтенант Вартумян в составе 459-го миномётного полка 63-й армии участвовал в боях на Курской дуге, где закончились активные оборонительные действия и началось наступление советских войск. Он участвовал в боях за города Орёл, Навля, Новозыбков, обстреливал огневые точки врага при форсировании реки Ипуть и вместе с другими подразделениями вышел на берег реки Сож севернее города Гомель. В составе полка участвовал в освобождении Орловской и Брянской областей.
В ноябре 1943 года 459-й миномётный полк был передан в состав 25-го танкового корпуса 13-й армии 1-го Украинского фронта, действующего на Коростеньском направлении. Здесь в районе посёлка Чоповичи Житомирской области батарее Вартумяна 5 дней, с 20 по 24 декабря 1943 года, совместно с стрелковыми подразделениями пришлось отражать натиск немецкой танковой группы, поддержанной большими силами пехоты. В этих тяжёлых боях Вартумяну неоднократно приходилось лично заменять убитых или раненных наводчиков. Позже в составе танкового корпуса участвовал в наступлении на Новоград-Волынский; 1 января 1944 года батарея Вартумяна интенсивным огнём по огневым точкам врага в зданиях города способствовала полному освобождению города, за что 459-й миномётный полк получил почётное наименование «Новоград-Волынского». За отличие в этих боях лейтенант Вартумян был награждён медалью «За отвагу»
С началом весны 1944 года началась Ровно-Луцкая операция. В ходе её проведения лейтенант Вартумян и его группа миномётчиков помогали стрелковым полкам освобождать населённые пункты. Шли тяжелые и ожесточённые бои, так 16 марта 1944 года в ходе боя за село Демидовка расположенное на шоссе Тернополь — Дубно со стороны города Броды подошла большая колонна немецких танков и самоходок, которые с ходу попыталась отбить село и участок шоссе, однако все попытки были отражены 25-м танковым корпусом, в состав которого также входила батарея лейтенанта Вартумяна. В этом бою Вартумян был ранен и отправлен в медсанбат.
17 июля 1944 года началась Львовско-Сандомирская операция. В этот день батарея лейтенанта Вартумяна участвовала в прорыве обороны противника севернее города Броды и в овладении крупным опорным пунктом обороны противника городком Каменка Бугская. Далее, обходя с севера Львов, на который нацелились 3-я гвардейская танковая и 4-я танковая армии, танкисты 25-го корпуса устремились к городу Перемышль. Приданные средства усиления, в том числе и миномётчики батареи Вартумяна, едва успевали за стремительно развивающимся наступлением. 27 июля 1944 года его миномётная батарея содействовала бойцам 22-й гвардейской мотострелковой бригады 6-го гвардейского танкового корпуса в овладении этим городом, первым на польской земле. За отличие в этих боях лейтенант Вартумян был награждается орденом Красной Звезды и принимается в ряды ВКП(б)
- В августе 1944 года развернулись ожесточённые бои на Сандомирском плацдарме в них непосредственное участие приняла батарея миномётчиков Вартумяна, которая в конце августа отличилась тем что точным огнём ей несколько раз удавалось повернуть вспять контратакующих гитлеровских автоматчиков, во время этих действий Вартумян оставив позади себя свою батарею отправился на передовые позиции откуда корректировал огонь миномётчиков. За свои действия лейтенант получил второй орден Красной Звезды. В боях на плацдарме 25 сентября 1944 года лейтенант Вартумян был тяжело ранен и эвакуирован в госпиталь. В свой полк вернулся в начале января 1945 года, однако сразу по возвращении его снова ждала неудача и 13 января 1945 года во время прорыва обороны на Сандомирском плацдарме Вартумян был выведен из боя ранением, после которого проследовал в медсанчасть, пропустив дальнейшее участие в Висло-Одерской операции. В расположение части Вуртумян прозванный однополчанами «заговоренный лейтенант» вернулся 20 февраля 1945 года.

26 февраля 1945 года начался штурм города Губен, обе стороны несли большие потери ожесточённые бои шли буквально за каждый метр земли. Немецкие позиции расположенные на главной высоте города доставляли огромные неприятности атаковавшим советским войскам, в сложившемся положении Вартумян под огнём пулемётов и миномётов противника выдвинулся вперёд в боевые порядки пехоты и корректировал огонь своей батареи, в результате чего батарея миномётчиков своим точным огнём заставила ретироваться гитлеровцев. Этим воспользовался лейтенант Вартумян, который с группой разведчиков организовал свой наблюдательный пункт. Потеряв важную высоту гитлеровцы получили приказ отбить её, сконцентрировав свой главный удар при поддержке сильного артиллерийского и миномётного огня они, потеснив нашу пехоту, окружили высоту и цепью начали продвигаться к её вершине. Разведчики во главе с лейтенантом Вартумяном организовав умелую оборону, в течение двух часов ведя бой с превосходящими силами противника, при приближении гитлеровцев несколько раз шли в атаку, закидывая гранатами и уничтожая автоматным огнём подступавшего неприятеля. Во время обороны высоты лейтенант Вартумян трижды вызывал на себя огонь батареи. Немцы столкнувшись с упорством и героизмом защищавшихся, понеся большие потери отступили. Всего в боях за город Губен огнём батареи Вартумяна было уничтожено 400 солдат и офицеров противника. Также было уничтожено четыре станковых пулемёта и одна миномётная батарея, подавлен огонь трёх миномётных батарей и семи огневых точек. За героизм, проявленный в этом бою, лейтенант Вартумян был представлен к званию Героя Советского Союза.
В апреле 1945 года 3-я батарея лейтенанта Вартумяна в составе 459-го Новоград-Волынского миномётного полка 25-го танкового корпуса 3-й гвардейской армии 1-го Украинского фронта участвовала в Берлинской операции. Перед полком была поставлена задача уничтожения отказавшись сдаться окружённых западнее Губена немецких солдат. Миномётчики просто расстреливали лес и прилегающие территории, в которых скрывались вражеские солдаты. В мае 1945 года, несмотря на взятие Берлина, в Чехословакии оставались отказавшиеся сложить оружия немецко-фашистские солдаты, войскам 1-го Украинского фронта было приказано разгромить вражеские соединения. В Чехословакии батарея лейтенанта Вартумяна особо отличилась 8 мая 1945 года районе города Хомутов, ею было уничтожено около 150 немецких автоматчика которые с боем пытались прорваться в американскую оккупационную зону. За этот бой лейтенант Вартумян был награждён орденом Отечественной войны 2-й степени.

### Послевоенный период
11 мая 1945 года в районе города Пльзень закончилась война для 3-й миномётной батареи Гарника Барсеговича Вартумяна. Указом Президиума Верховного Совета СССР от 27 июня 1945 года за образцовое выполнение боевых заданий командования на фронте борьбы с немецко-фашистскими захватчиками и проявленные при этом мужество и героизм лейтенанту Вартумяну Гарнику Барсеговичу присвоено звание Героя Советского Союза с вручением ордена Ленина и медали «Золотая Звезда» (№ 8800).
После войны продолжал службу в армии. В 1953 году окончил Военно-инженерную академию имени В. В. Куйбышева. С 1968 года подполковник Г. Б. Вартумян — в запасе. Жил в городе Кировакан Армянской ССР. Работал старшим инженером на трикотажной фабрике.

## Награды
- Медаль «Золотая Звезда» (27.06.1945)
- орден Ленина (27.06.1945)
- орден Отечественной войны I степени (11.03.1985)
- орден Отечественной войны II степени (10.03.1946)
- четыре ордена Красной Звезды (9.08.1944, 9.11.1944, 5.06.1945, 30.12.1956)
- медаль «За отвагу» (4.01.1944)
- медаль «За боевые заслуги» (19.11.1951)
- другие медали